# Verona (tỉnh)
Tỉnh Verona (Provincia di Verona) là một tỉnh trong vùng Veneto của Italia. Tỉnh lỵ là Verona.
Tỉnh có diện tích 3.109 km², tổng dân số 912.981 người (2009). Có 98 comuni ở tỉnh này.  Lưu trữ ngày 7 tháng 8 năm 2007 tại Wayback Machine
Các comuni quan trọng có Bovolone, Bonavigo, Bussolengo, Cerea, Legnago, Negrar, Peschiera del Garda, San Bonifacio, San Giovanni Lupatoto, San Martino Buon Albergo, Soave, Sona,Valeggio sul Mincio và Villafranca di Verona.